# Liste der Listen von Studentenverbindungen
Die Liste der Listen von Studentenverbindungen verzeichnen Studentenverbindungen und Schülerverbindungen nach Stadt, Korporationsart, Korporationsverband oder Korporationsnamen. Nicht aufgeführt werden die Ferialverbindungen (siehe auch: Liste der Ferialverbindungen).

## Listen nach Hochschulort

### Deutschland

#### A
- Liste der Studentenverbindungen in Aachen
- Liste der Studenten- und Schülerverbindungen in Aschaffenburg
- Liste der Studentenverbindungen in Augsburg

#### B
- Liste der Studentenverbindungen in Bamberg
- Liste der Studenten- und Schülerverbindungen in Bayreuth
- Liste der Studentenverbindungen in Berlin
- Liste der Studentenverbindungen in Bielefeld
- Liste der Studentenverbindungen in Bingen am Rhein
- Liste der Studentenverbindungen in Bochum
- Liste der Studentenverbindungen in Bonn
- Liste der Studentenverbindungen in Braunschweig
- Liste der Studentenverbindungen in Bremen

#### C
- Liste der Studentenverbindungen in Clausthal-Zellerfeld
- Liste der Studenten- und Schülerverbindungen in Coburg

#### D
- Liste der Studentenverbindungen in Darmstadt
- Liste der Studentenverbindungen in Dresden
- Liste der Studentenverbindungen in Düsseldorf

#### E
- Liste der Studentenverbindungen in Erfurt
- Liste der Studentenverbindungen in Erlangen
- Liste der Studentenverbindungen in Essen
- Liste der Studentenverbindungen in Esslingen

#### F
- Liste der Studentenverbindungen in Frankfurt am Main
- Liste der Studentenverbindungen in Frankfurt (Oder)
- Liste der Studentenverbindungen in Freiberg
- Liste der Studentenverbindungen in Freiburg im Breisgau
- Liste der Studentenverbindungen in Freising
- Liste der Studentenverbindungen in Friedberg (Hessen)

#### G
- Liste der Studentenverbindungen in Gießen
- Liste der Studentenverbindungen in Göttingen
- Liste der Studentenverbindungen in Greifswald

#### H
- Liste der Studentenverbindungen in Halle (Saale)
- Liste der Studentenverbindungen in Hamburg
- Liste der Studentenverbindungen in Hannover
- Liste der Studentenverbindungen in Heidelberg
- Liste der Studentenverbindungen in Hildburghausen
- Liste der Studentenverbindungen in Holzminden
- Liste der Studentenverbindungen in Höxter

#### I
- Liste der Studentenverbindungen in Ilmenau

#### J
- Liste der Studentenverbindungen in Jena

#### K
- Liste der Studentenverbindungen in Kaiserslautern
- Liste der Studentenverbindungen in Karlsruhe
- Liste der Studentenverbindungen in Kassel
- Liste der Studentenverbindungen in Kiel
- Liste der Studentenverbindungen in Koblenz
- Liste der Studentenverbindungen in Köln
- Liste der Studentenverbindungen in Konstanz
- Liste der Studentenverbindungen in Köthen

#### L
- Liste der Studentenverbindungen in Landau
- Liste der Studentenverbindungen in Leipzig
- Liste der Studentenverbindungen in Lemgo
- Liste der Studentenverbindungen in Lübeck

#### M
- Liste der Studentenverbindungen in Magdeburg
- Liste der Studentenverbindungen in Mainz
- Liste der Studentenverbindungen in Mannheim
- Liste der Studentenverbindungen in Marburg
- Liste der Studentenverbindungen in Mittweida
- Liste der Studenten- und Schülerverbindungen in München
- Liste der Studentenverbindungen in Münster

#### N
- Liste der Studentenverbindungen in Nürnberg

#### O
- Liste der Studenten- und Schülerverbindungen in Oldenburg
- Liste der Studentenverbindungen in Osnabrück

#### P
- Liste der Studentenverbindungen in Paderborn
- Liste der Studentenverbindungen in Passau

#### R
- Liste der Studentenverbindungen in Regensburg
- Liste der Studentenverbindungen in Reutlingen
- Liste der Studenten- und Schülerverbindungen in Rosenheim
- Liste der Studentenverbindungen in Rostock

#### S
- Liste der Studentenverbindungen in Saarbrücken
- Liste der Studentenverbindungen in Schweinfurt
- Liste der Studentenverbindungen in Stuttgart
- Liste der Studentenverbindungen in Suderburg

#### T
- Liste der Studentenverbindungen in Trier
- Liste der Studentenverbindungen in Tübingen

#### V
- Liste der Studentenverbindungen in Vallendar

#### W
- Liste der Studentenverbindungen in Wismar
- Liste der Studenten- und Schülerverbindungen in Würzburg
- Liste der Studentenverbindungen in Wolfenbüttel
- Liste der Studentenverbindungen in Wolfsburg

#### Schülerverbindungen
- Liste der Schülerverbindungen in Fürth

### Österreich
- Liste der Studentenverbindungen in Graz
- Liste der Studentenverbindungen in Innsbruck
- Liste der Studenten- und Schülerverbindungen in Klagenfurt
- Liste der Studenten- und Schülerverbindungen in Krems
- Liste der Studentenverbindungen in Leoben
- Liste der Studentenverbindungen in Linz
- Liste der Studenten- und Schülerverbindungen in Salzburg
- Liste der Studenten- und Schülerverbindungen in Wien

### Schweiz
- Liste der Studentenverbindungen in Basel
- Liste der Studentenverbindungen in Bern
- Liste der Studenten- und Schülerverbindungen in Burgdorf
- Liste der Studentenverbindungen in Frauenfeld
- Liste der Studentenverbindungen in Freiburg im Üechtland
- Liste der Studentenverbindungen in Genf
- Liste der Studentenverbindungen in Lausanne
- Liste der Studenten- und Schülerverbindungen in St. Gallen
- Liste der Studentenverbindungen in Zürich

#### Schülerverbindungen
- Liste der Schülerverbindungen in Solothurn

### Finnland
- Liste der Studentnationen in Helsinki

### Frankreich
- Liste der Studentenverbindungen in Straßburg

### Polen
- Liste der Studentenverbindungen in Breslau
- Liste der Studentenverbindungen in Danzig

### Russland
- Liste der Studentenverbindungen in Königsberg (Preußen)

### Schweden
- Liste der Studentnationen in Lund
- Liste der Studentnationen in Uppsala

### Tschechien
- Liste der Studentenverbindungen in Brünn
- Liste der Studentenverbindungen in Prag

### Ukraine
- Liste der Studentenverbindungen in Czernowitz

## Liste nach Hochschule
- Liste der Studentenverbindungen an der Ostfalia Hochschule für angewandte Wissenschaften

## Listen nach Korporationsart
- Liste der Absolvenverbindungen
- Liste der Burschenschaften
- Liste der Damenverbindungen
- Liste der erloschenen Corps
- Liste der Ferialverbindungen
- Liste der gemischten Studentenverbindungen
- Liste jüdischer Studentenverbindungen

## Listen nach Korporationsverband
- Liste der ADB-Burschenschaften
- Liste der Mitgliedsverbindungen des BDIC
- Liste der Burschenschaften in der Deutschen Burschenschaft
- Liste der Kösener Corps
- Liste der Mitgliedsverbindungen der Deutschen Sängerschaft
- Liste der Mitgliedsverbindungen des CV
- Liste der Mitgliedsverbindungen des Mittelschüler-Kartell-Verbands
- Liste der Mitgliedsverbindungen des ÖCV
- Liste der Mitgliedsverbindungen im Coburger Convent
- Liste der Mitgliedsvereine des KV
- Liste der RKDB-Burschenschaften
- Liste der SB-Verbindungen
- Liste der Verbindungen im Schweizerischen Studentenverein
- Liste der Verbindungen im Sondershäuser Verband
- Liste der Vereine im UV
- Liste der Vereine im VVDSt
- Liste der Weinheimer Corps
- Liste der Wingolfsverbindungen

## Listen nach Namen
- Alemannia (Studentenverbindung)
- Arminia (Studentenverbindung)
- Ascania (Studentenverbindung)
- Baltia (Studentenverbindung)
- Bavaria (Studentenverbindung)
- Borussia (Studentenverbindung)
- Brunsviga (Studentenverbindung)
- Cimbria (Studentenverbindung)
- Danubia (Studentenverbindung)
- Franconia (Begriffsklärung)
- Frisia (Studentenverbindung)
- Germania (Studentenverbindung)
- Gothia (Studentenverbindung)
- Guestphalia
- Hannovera (Studentenverbindung)
- Hansea (Studentenverbindung)
- Hercynia (Studentenverbindung)
- Hubertia
- Marchia (Studentenverbindung)
- Normannia (Studentenverbindung)
- Palatia (Studentenverbindung)
- Rhenania (Studentenverbindung)
- Saxonia (Studentenverbindung)
- Suevia (Studentenverbindung)
- Teutonia (Studentenverbindung)
- Thuringia (Studentenverbindung)
- Vandalia (Studentenverbindung)